# Carrikerella
Carrikerella är ett släkte av bönsyrsor. Carrikerella ingår i familjen Thespidae.
Kladogram enligt Catalogue of Life:
| Carrikerella | \| \| Carrikerella ceratophora \| \| \| \| \| \| Carrikerella empusa \| \| \| \| |
|              | \| \| Carrikerella ceratophora \| \| \| \| \| \| Carrikerella empusa \| \| \| \| |
|              | Carrikerella ceratophora                                                         |
|              |                                                                                  |
|              | Carrikerella empusa                                                              |
|              |                                                                                  |